# Ошаров Іван Станіславович
Ошаров Іван Станіславович (нар. 2 березня 1982, м. Київ) — український сноубордист. Кандидат у майстри спорту України.

## Біографія
Ошаров Іван Станіславович народився 2 березня 1982 року у Києві. У нього діагностували саркому Юїнга в 12 років. Через два роки нижню кінцівку було ампутовано. З 2000 по 2005 роки навчався у Міжрегіональній академії управління персоналом (МАУП), економіка, управління бізнесом.
З 1997 по 2000 роки Іван Ошаров займався кікбоксінгом. З 1999 року почав займатися сноубордингом. З 2012 року, після включення сноуборду до програми Паралімпійських ігор 2014 року розпочав підготовку до змагань Паралімпіади. Іван Ошаров — перший сноубордист у паралімпійській збірній України.